# 柏倉敏之
柏倉 敏之（かしくら としゆき、1933年 - 2024年）は、日本の脚本家。日本シナリオ作家協会会員である。
東映演技研修所、丹波道場、尚美学園などで永年に渡り俳優教育に当たる。第34回シナリオ功労賞を受賞する。柴崎紀美とは、25年来の子弟関係。

## 代表作
- 「太陽にほえろ!」（1973年 - 1986年）
- 映画「モスクワ、わが愛」
- シートン動物記 りすのバナー（1979年）
- 白夜の調べ
- 「いとしい恋人たち」（NHK）
- 「広島に生きる」
- 「健坊のわんぱく日記」
- 「特別機動捜査隊」（1961年 - 1977年）
- 「判決(1)」
- 「奇縁」「殉愛」
- 「快傑ライオン丸」（1972年 - 1973年）
- 舞台「ラストダンス」
- 「忍者ハットリくん」（テレビアニメ版第1作・1981年 - 1987年）

他、多くの作品を担当した。